# Artix, Ariège
Artix är en kommun i departementet Ariège i regionen Occitanien i södra Frankrike. Kommunen ligger  i kantonen Varilhes som ligger i arrondissementet Pamiers. År 2022 hade Artix 113 invånare.

## Befolkningsutveckling
Antalet invånare i kommunen Artix
Referens: INSEE